# Indianola (Texas)

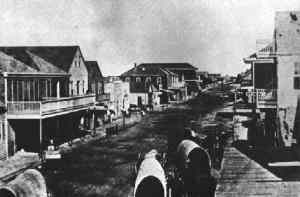
Indianola, Texas (1875)

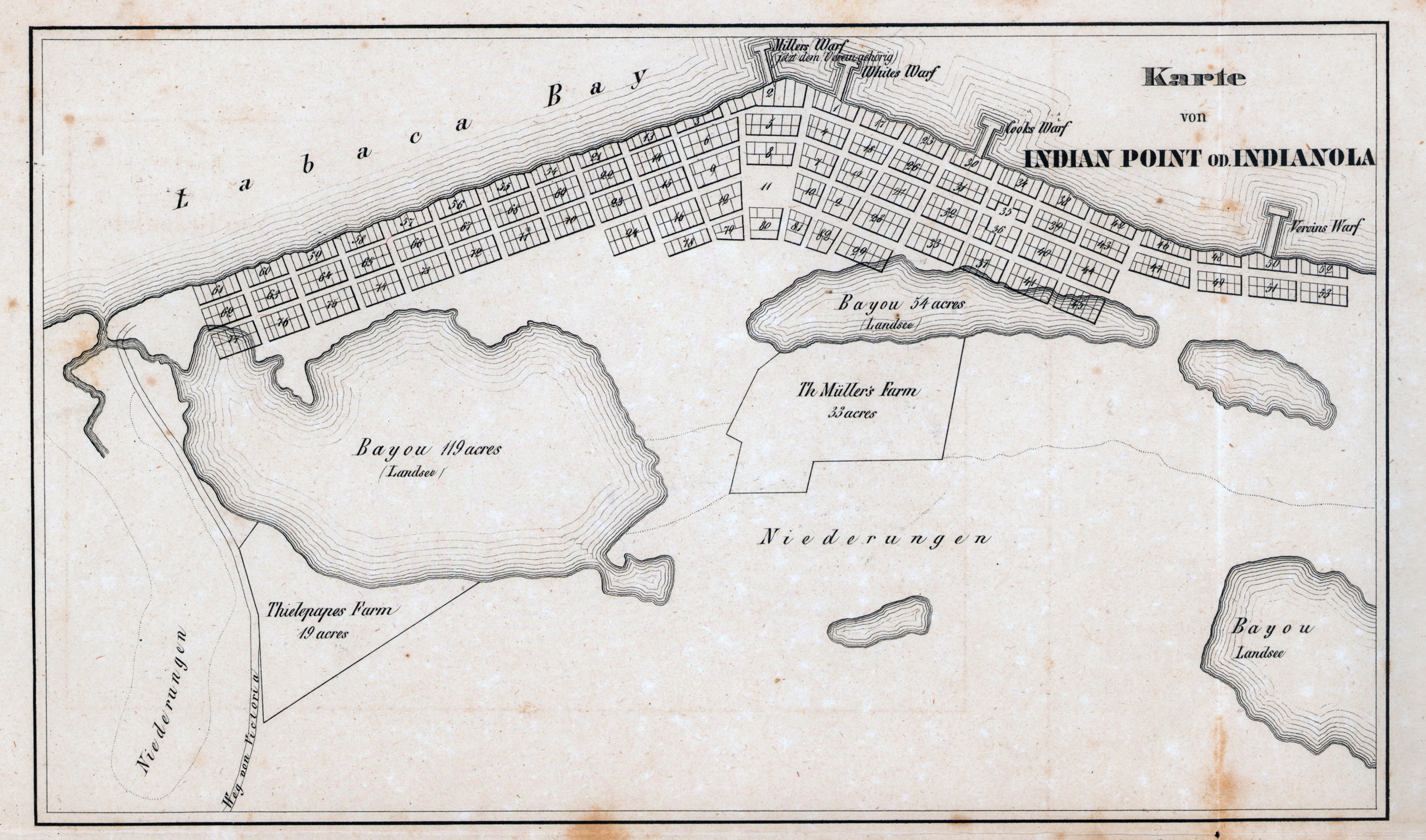
Karte von Indian Point od. Indianola, 1851

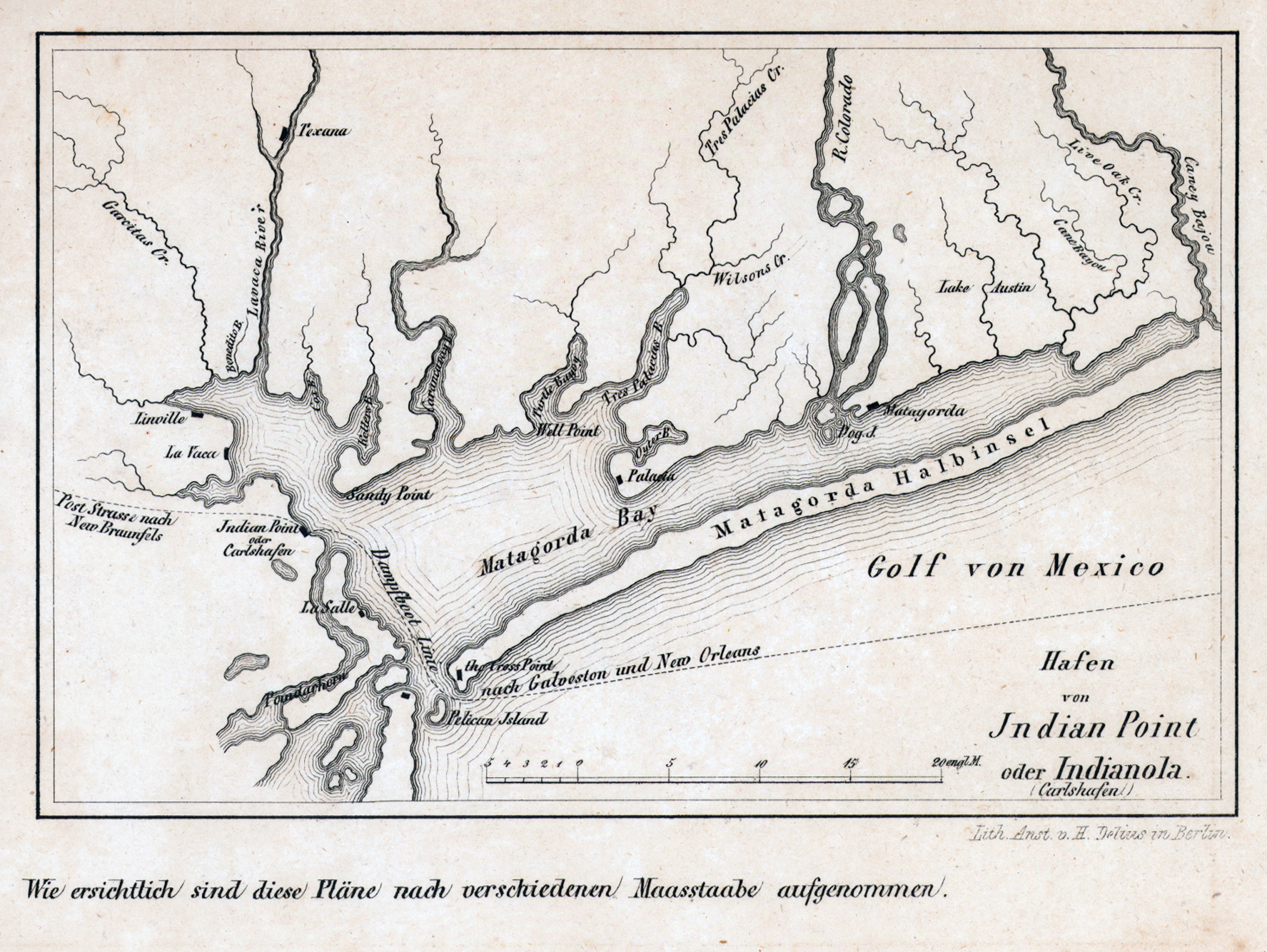
Hafen von Indian Point oder Indianola (Carlshafen), 1851

Indianola ist eine Geisterstadt an der Matagorda Bay in Texas und war früher der County Seat des Calhoun County. Es ist Teil des Metropolitan Statistical Areas Victoria. Im Jahre 1875 hatte die Stadt etwa 5000 Einwohner. Am 15. September jenes Jahres wurde sie durch einen Hurrikan schwer in Mitleidenschaft gezogen, wobei zwischen 150 und 300 Einwohner getötet wurden und der Ort fast völlig zerstört wurde. Indianola wurde wiedererrichtet, jedoch am 19. August 1886 durch den Indianola-Hurrikan und ein darauf folgendes Feuer erneut verwüstet.
Von seiner Gründung im Jahre 1846 an diente Indianola als ein wichtiger Hafen und war vor dem Sturm 1875 der zweitgrößte texanische Hafen nach Galveston. Die Stadt wurde 1853 konstituiert. 1856 erhielt der Hafen Kamele, die ein Teil des US Army Camel Corps waren. Es handelte sich um ein Experiment, Pferde und Maultiere als primäre Lasttiere im Südwesten des Landes zu ersetzen.
Während des Amerikanischen Bürgerkriegs wurde Indianola zweimal durch Truppen der Nordstaaten besetzt, zunächst im Oktober 1862 und dann im November 1863. 1869 verließ das erste mechanisch gekühlte Frachtschiff der Welt mit Rindfleisch Indianola mit Kurs auf New Orleans.
Die Zerstörung von Indianola diente als Anschauungsunterricht für viele Einwohner von Galveston, etwa 160 Kilometer weiter an der texanischen Küste gelegen. Deren Rufe nach einer festen Mole, um ihre Stadt zu schützen, verhallten jedoch ungehört und Galveston teilte beinahe das Schicksal Indianolas, als im Jahre 1900 der Galveston-Hurrikan die Insel direkt traf.
Eine Eisenbahnlinie war geplant, um Indianola und seinen Hafen mit San Antonio zu verbinden; nach den beiden Stürmen waren die Investoren allerdings entmutigt und ließen von dem Unternehmen ab. Stattdessen wurde die Bahnlinie nach Galveston gebaut. Nach dem Galveston-Hurrikan verlagerte sich der Schiffsverkehr über die Zeit hinweg landeinwärts nach Houston.
Nach dem Hurrikan 1886 wurde der County Seat nach Port Lavaca verlagert. Heute ist vom ursprünglichen Indianola fast nichts übrig. Aufgrund von Winderosion liegt der größte Teil des Ortes heute unter Wasser. Eine Granitplatte wurde am Ufer an der nächsten Stelle zum ehemaligen Courthouse angebracht, die nun etwa 90 Meter weit in der Matagorda Bay liegt. Dort steht auch eine Statue von René-Robert Cavelier, Sieur de La Salle.
Während des Zweiten Weltkriegs befand sich hier eine Luftabwehrtrainingseinrichtung, die hauptsächlich durch Militärpersonal von Camp Hulen genutzt wurde, das außerhalb von Palacios liegt.
Indianola ist heute eine kleine Fischersiedlung, die jedoch lediglich ein gemeindefreies Gebiet ist.